# 塔拉迪加鎮區 (阿肯色州傑佛遜縣)
塔拉迪加鎮區（英語：Talladega Township）是位於美國阿肯色州傑佛遜縣的一個行政鎮區。

## 地方資料
塔拉迪加鎮區的面積為123.15平方千米，當中陸地面積為123.00平方千米，而水域面積為0.15平方千米。根據2010年美國人口普查的數據，當地共有人口1267人，而人口密度為每平方千米10.29人。